# Мікротурбулентність
Мікротурбулентність (рос. микротурбулентность; англ. microturbulence; нім. Mikroturbulenz f) — турбулентність, яка може супроводжувати макротурбулентність і для якої характерні розміри мас рідини, що переміщуються (масштаби турбулентності), є незрівнянно малими порівняно з характерними поперечними розмірами потоку (глибиною відкритого потоку тощо). Мікротурбулентності відповідають найвищі частоти пульсації швидкості.
З мікротурбулентністю пов'язаний дифузійний механізм зустрічі мікрочастинок між собою і мікрочастинок з бульбашками повітря у процесах флотації, масляної агрегації тощо.